# Johannes Flum
Johannes Flum (* 14. Dezember 1987 in Waldshut) ist ein ehemaliger deutscher Fußballspieler.

## Karriere

### Vereine
Flum begann 1992 bei FC Rot-Weiß Weilheim mit dem Fußballspielen und wechselte 2000 zum SV 08 Laufenburg. Von dort kam er 2001 in die Jugendabteilung des SC Freiburg. Bis 2006 spielte er in Freiburg und gewann in seinem letzten Jahr mit der A-Jugend den DFB-Junioren-Vereinspokal. Im Anschluss spielte er zwei Jahre in der Regionalliga beim SC Pfullendorf, ehe er 2008 zum SC Freiburg zurückkehrte und am ersten Spieltag der Zweitligasaison 2008/09 sein Profidebüt gab. Zur Saison 2009/10 gab er sein Debüt in der ersten Bundesliga. Am 20. März 2010 (27. Spieltag) erzielte Flum mit dem Treffer zum 1:0-Sieg im Heimspiel gegen den 1. FSV Mainz 05 sein erstes Bundesligator. Im April 2011 verlängerte er zunächst seinen Vertrag bis zum 30. Juni 2014, wechselte dann aber zur Bundesliga-Saison 2013/14 zu Eintracht Frankfurt. Am 1. Dezember 2015 brach er sich im Training bei einem Zusammenprall mit Slobodan Medojević seine Kniescheibe.
Zur Rückrunde der Spielzeit 2016/17 wechselte Flum zum Zweitligisten FC St. Pauli. Dort etablierte er sich als Stammspieler im Mittelfeld und wurde zur Saison 2018/19 zum stellvertretenden Kapitän gewählt. Zur Saison 2020/21 schloss er sich der U23 des SC Freiburg an. Im Sommer 2022 erklärte er sein Karriereende. In seiner letzten Partie traf Flum per Elfmeter zum 1:0 gegen Saarbrücken.
Seit der Saison 2023/24 ist Flum Verbindungstrainer bei den Junioren des Sport-Clubs.

### Nationalmannschaft
Für die U20-Nationalmannschaft gab Flum im April 2008 im Spiel gegen die italienische Auswahl sein Debüt. Insgesamt kam er zweimal zum Einsatz.

### Erfolge
- Aufstieg in die 3. Liga 2021